# Chiesa cattolica in Etiopia
La Chiesa cattolica in Etiopia è parte della Chiesa cattolica universale, in comunione con il vescovo di Roma, il papa.

## Storia

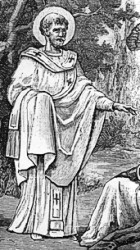
San Frumenzio fondatore del cristianesimo in Etiopia

Il cristianesimo in Etiopia ha origini antichissime. Già nella Bibbia, nel libro degli Atti degli Apostoli, si narra come uno dei primi convertiti al cristianesimo è stato un etiope, battezzato dall'apostolo Filippo (Atti 8,26-40). La prima evangelizzazione del territorio inizia con il santo patrono etiope, san Frumenzio, ordinato vescovo d'Etiopia da sant'Atanasio di Alessandria. Verso la fine del V secolo il monofisismo fece breccia nel cristianesimo etiope, portandolo di conseguenza fuori dalla comunione con la Santa Sede.
I primi tentativi di riavvicinare la Chiesa ortodossa etiopica al cattolicesimo romano avvengono nel 1555 con i gesuiti. La loro missione ottiene un iniziale successo: nel 1555 viene eretto un patriarcato di Etiopia e nel 1626 il cattolicesimo diventa religione di Stato. Però già nel 1632 iniziano le persecuzioni contro i cattolici.
Nel 1839, dopo quasi due secoli dai primi tentativi, padre Giustino de Jacobis entra segretamente in Etiopia e pone le basi per una ripresa della Chiesa cattolica. Nel 1846 è creato il vicariato apostolico di Abissinia e dei Galla, affidato al futuro cardinale, Guglielmo Massaia.
Mentre nel centro-nord del Paese nasceranno diocesi di rito etiope, nel centro-sud, soprattutto dopo la seconda guerra mondiale, verranno istituiti vicariati apostolici di rito latino, grazie all'opera di evangelizzazione dei cappuccini.

## Organizzazione ecclesiastica
La Chiesa cattolica è presente sul territorio con 13 circoscrizioni ecclesiastiche, 4 di rito etiope e 9 di rito latino:
- appartengono alla Chiesa cattolica etiope l'arcieparchia di Addis Abeba e le sue tre eparchie suffraganee di Adigrat, Bahir Dar-Dessiè e Emdeber;
- appartengono alla Chiesa cattolica latina i seguenti vicariati apostolici immediatamente soggetti alla Santa Sede: Auasa, Gambella, Harar, Hosanna, Gimma-Bonga, Meki, Nekemte e Soddo, e la prefettura apostolica di Robe.

## Nunziatura apostolica
Con la colonizzazione italiana dell'Etiopia, il 25 marzo 1937, in forza del breve Spectat ad Romanum Pontificem di papa Pio XI, fu eretta la delegazione apostolica dell'Africa Orientale Italiana distaccandola dalla delegazione apostolica di Egitto, Arabia, Eritrea ed Etiopia; essa aveva giurisdizione sull'Etiopia, l'Eritrea e la Somalia italiana e la sua sede era la città di Addis Abeba. Nel 1946, terminata la presenza italiana sul territorio, la delegazione assunse il nome di delegazione apostolica d'Etiopia. Il 20 marzo 1957 Santa Sede e governo etiope stabilirono relazioni diplomatiche e cinque giorni dopo fu eretta l'internunziatura apostolica di Etiopia. L'8 marzo 1969, in forza del breve Ex quo tempore di papa Paolo VI, l'Internunziatura fu promossa a Nunziatura apostolica con competenze su Etiopia ed Eritrea, cui si aggiunse nel 2000 Gibuti. Nel 1995 Santa Sede ed Eritrea stabilirono normali relazioni diplomatiche e i nunzi di Etiopia servirono quel Paese fino all'agosto 2003, quando fu nominato un nunzio apostolico distinto da quello di Addis Abeba. Infine dal gennaio del 2004 il nunzio d'Etiopia assume anche la carica di delegato apostolico della Somalia e di rappresentante speciale della Santa Sede presso l'Unione Africana.

### Delegati apostolici
- Giovanni Maria Emilio Castellani, O.F.M., arcivescovo titolare di Perge (25 marzo 1937 - 18 marzo 1945 nominato nunzio apostolico in Guatemala e El Salvador)
- Monnens Theodore, S.I. (1946 - ?)

### Internunzi apostolici
- Joseph Francis McGeough (9 maggio 1957 - 17 settembre 1960 nominato arcivescovo titolare di Emesa e delegato apostolico in Sudafrica)
- Giuseppe Mojoli, arcivescovo titolare di Larissa di Tessalia (27 settembre 1960 - 14 novembre 1969 nominato nunzio apostolico a Malta)

### Nunzi apostolici
- Paul-Marie-Maurice Perrin, arcivescovo titolare di Gurza (16 gennaio 1970 - 15 novembre 1972 dimesso)
- Ippolito Rotoli, arcivescovo titolare di Tibiuca (15 novembre 1972 - 19 gennaio 1974 nominato pro-nunzio apostolico in Giappone)
- Raymond Philip Etteldorf, arcivescovo titolare di Tindari (21 giugno 1974 - ottobre 1982 nominato officiale della Segreteria di Stato della Santa Sede)
- Thomas Anthony White, arcivescovo titolare di Sabiona (1º marzo 1983 - 14 ottobre 1989 nominato pro-nunzio apostolico in Nuova Zelanda e a Figi e delegato apostolico nell'Oceano Pacifico)
- Patrick Coveney, arcivescovo titolare di Satriano (25 gennaio 1990 - 27 aprile 1996 nominato nunzio apostolico in Nuova Zelanda, nelle Samoa, a Tonga e nelle Isole Marshall e delegato apostolico nell'Oceano Pacifico)
- Silvano Maria Tomasi, C.S. arcivescovo titolare di Cercina e Asolo (27 giugno 1996 - 10 giugno 2003 nominato osservatore permanente della Santa Sede presso l'Ufficio delle Nazioni Unite ed Istituzioni specializzate a Ginevra e l'Organizzazione mondiale del commercio)
- Ramiro Moliner Inglés, arcivescovo titolare di Sarda (17 gennaio 2004 - 26 luglio 2008 nominato nunzio apostolico in Albania)
- George Panikulam, arcivescovo titolare di Arpaia (24 ottobre 2008 - 14 giugno 2014 nominato nunzio apostolico in Uruguay)
- Luigi Bianco, arcivescovo titolare di Falerone (12 luglio 2014 - 4 febbraio 2019 nominato nunzio apostolico in Uganda)
- Antoine Camilleri, arcivescovo titolare di Skálholt (31 ottobre 2019 - 20 maggio 2024 nominato nunzio apostolico a Cuba)
- Brian Udaigwe, arcivescovo titolare di Suelli, dal 12 aprile 2025

## Conferenza episcopale
In Etiopia esiste una conferenza episcopale che riunisce i vescovi cattolici sia latini che orientali. Dopo l'indipendenza dell'Eritrea e fino alla creazione della distinta Chiesa cattolica eritrea essa era chiamata l'Assemblea dei Gerarchi Cattolici d'Etiopia ed Eritrea, perché ci partecipavano anche gli eparchi eritrei, membri fino al gennaio 2015 della Chiesa cattolica orientale etiope.
Elenco dei presidenti della Conferenza episcopale:
- Arcieparca Asrate Mariam Yemmeru (1967 - 1976)
- Cardinale Paulos Tzadua (1976 - 1999)
- Cardinale Berhaneyesus Demerew Souraphiel, C.M., dal 1999

L'orientale Chiesa cattolica etiope, essendo una Chiesa metropolitana sui iuris, è retta dal suo Arcieparca metropolitano (di Addis Abeba) e dal Consiglio dei Gerarchi, che deve riunirsi almeno una volta ogni anno.